# 卢森堡历史
| 欧洲低地国家的历史                                                                        | 欧洲低地国家的历史                                                                        | 欧洲低地国家的历史                                                                        | 欧洲低地国家的历史                                                                        | 欧洲低地国家的历史                                                      | 欧洲低地国家的历史                                                      | 欧洲低地国家的历史                                                      | 欧洲低地国家的历史                                                      | 欧洲低地国家的历史                                                      |
| ----------------------------------------------------------------------------------------- | ----------------------------------------------------------------------------------------- | ----------------------------------------------------------------------------------------- | ----------------------------------------------------------------------------------------- | ----------------------------------------------------------------------- | ----------------------------------------------------------------------- | ----------------------------------------------------------------------- | ----------------------------------------------------------------------- | ----------------------------------------------------------------------- |
| 弗里斯人                                                                                  |                                                                                           |                                                                                           | 贝尔盖人                                                                                  | 贝尔盖人                                                                | 贝尔盖人                                                                | 贝尔盖人                                                                | 贝尔盖人                                                                | 贝尔盖人                                                                |
|                                                                                           | 卡纳内 菲特人                                                                             | 沙马维人、土班特人                                                                        | 沙马维人、土班特人                                                                        | 比利时高卢 （前55年–约公元5世纪） 下日耳曼尼亚 （公元83年–约公元5世纪） | 比利时高卢 （前55年–约公元5世纪） 下日耳曼尼亚 （公元83年–约公元5世纪） | 比利时高卢 （前55年–约公元5世纪） 下日耳曼尼亚 （公元83年–约公元5世纪） | 比利时高卢 （前55年–约公元5世纪） 下日耳曼尼亚 （公元83年–约公元5世纪） | 比利时高卢 （前55年–约公元5世纪） 下日耳曼尼亚 （公元83年–约公元5世纪） |
|                                                                                           | 卡纳内 菲特人                                                                             | 撒利法兰克人                                                                              |                                                                                           | 巴达维人                                                                | 巴达维人                                                                |                                                                         |                                                                         |                                                                         |
| （无人定居） （约4世纪–5世纪）                                                            | （无人定居） （约4世纪–5世纪）                                                            | 撒克逊人                                                                                  | 撒利法兰克人 （约4世纪–5世纪）                                                            | 撒利法兰克人 （约4世纪–5世纪）                                          | 撒利法兰克人 （约4世纪–5世纪）                                          |                                                                         |                                                                         |                                                                         |
| 帕拉瓦王朝 （约6世纪–734年）                                                              | 帕拉瓦王朝 （约6世纪–734年）                                                              |                                                                                           | 法兰克王国 （481年–843年）—加洛林帝国 （800–843年）                                       | 法兰克王国 （481年–843年）—加洛林帝国 （800–843年）                     | 法兰克王国 （481年–843年）—加洛林帝国 （800–843年）                     | 法兰克王国 （481年–843年）—加洛林帝国 （800–843年）                     | 法兰克王国 （481年–843年）—加洛林帝国 （800–843年）                     | 法兰克王国 （481年–843年）—加洛林帝国 （800–843年）                     |
| 帕拉瓦王朝 （约6世纪–734年）                                                              | 帕拉瓦王朝 （约6世纪–734年）                                                              | 奥斯特拉西亚 （511年–687年）                                                              |                                                                                           |                                                                         |                                                                         |                                                                         |                                                                         |                                                                         |
|                                                                                           |                                                                                           |                                                                                           |                                                                                           |                                                                         |                                                                         |                                                                         |                                                                         |                                                                         |
|                                                                                           |                                                                                           |                                                                                           |                                                                                           |                                                                         |                                                                         |                                                                         |                                                                         |                                                                         |
| 中法兰克王国 （843年–855年）                                                              | 中法兰克王国 （843年–855年）                                                              | 中法兰克王国 （843年–855年）                                                              | 中法兰克王国 （843年–855年）                                                              | 中法兰克王国 （843年–855年）                                            | 西 法兰克王国 （843年–）                                                |                                                                         |                                                                         |                                                                         |
| 洛泰尔王国 （855年–959年） 下洛塔林吉亚公国 （959年–）                                    |                                                                                           |                                                                                           |                                                                                           |                                                                         | 西 法兰克王国 （843年–）                                                |                                                                         |                                                                         |                                                                         |
| 弗里西亞                                                                                  |                                                                                           |                                                                                           |                                                                                           |                                                                         |                                                                         |                                                                         |                                                                         |                                                                         |
| 弗里西亚 自由时期 （11世纪–16 世纪)                                                       | 荷兰 伯国 （880年– 1432年）                                                               | 乌得勒支 主教区 （695年–1456年）                                                          | 布拉班特 公国 （1183年–1430年） 海尔德 公国 （1046年–1543年）                             | 布拉班特 公国 （1183年–1430年） 海尔德 公国 （1046年–1543年）           | 佛兰德 伯国 （862年– 1384年）                                           | 埃诺 伯国 （1071年– 1432年） 那慕尔 伯国 （981年– 1421年）              | 列日 主教区 （980年– 1794年）                                           | 卢森堡 公国 （1059年– 1443年）                                          |
|                                                                                           | 勃艮第属尼德兰 （1384年–1482年）                                                          |                                                                                           |                                                                                           |                                                                         |                                                                         |                                                                         |                                                                         |                                                                         |
|                                                                                           | 哈布斯堡尼德兰 （1482年–1795年） （1543年后称十七省）                                     |                                                                                           |                                                                                           |                                                                         |                                                                         |                                                                         |                                                                         |                                                                         |
| 尼德兰七省共和国 （1581年–1795年）                                                        | 尼德兰七省共和国 （1581年–1795年）                                                        | 尼德兰七省共和国 （1581年–1795年）                                                        | 尼德兰七省共和国 （1581年–1795年）                                                        | 西属尼德兰 （1556年–1714年）                                            | 西属尼德兰 （1556年–1714年）                                            | 西属尼德兰 （1556年–1714年）                                            |                                                                         |                                                                         |
|                                                                                           |                                                                                           |                                                                                           |                                                                                           | 奥属尼德兰 （1714年–1795年）                                            |                                                                         |                                                                         |                                                                         |                                                                         |
|                                                                                           |                                                                                           |                                                                                           |                                                                                           | 比利时合众国 （1790年）                                                 | 比利时合众国 （1790年）                                                 | 比利时合众国 （1790年）                                                 | 列日 共和国 （1789年– 1791年）                                          |                                                                         |
|                                                                                           |                                                                                           |                                                                                           |                                                                                           |                                                                         |                                                                         |                                                                         |                                                                         |                                                                         |
| 巴达维亚共和国 （法国傀儡国，1795年–1806年） 荷兰王国（法） （法国傀儡国，1806年–1810年） | 巴达维亚共和国 （法国傀儡国，1795年–1806年） 荷兰王国（法） （法国傀儡国，1806年–1810年） | 巴达维亚共和国 （法国傀儡国，1795年–1806年） 荷兰王国（法） （法国傀儡国，1806年–1810年） | 巴达维亚共和国 （法国傀儡国，1795年–1806年） 荷兰王国（法） （法国傀儡国，1806年–1810年） | 属法兰西第一共和国 （1795年–1804年） 属法兰西第一帝国 （1804年–1815年） | 属法兰西第一共和国 （1795年–1804年） 属法兰西第一帝国 （1804年–1815年） | 属法兰西第一共和国 （1795年–1804年） 属法兰西第一帝国 （1804年–1815年） | 属法兰西第一共和国 （1795年–1804年） 属法兰西第一帝国 （1804年–1815年） | 属法兰西第一共和国 （1795年–1804年） 属法兰西第一帝国 （1804年–1815年） |
|                                                                                           |                                                                                           |                                                                                           |                                                                                           |                                                                         |                                                                         |                                                                         |                                                                         |                                                                         |
| 联合尼德兰主权公国 (1813年–1815年)                                                        |                                                                                           |                                                                                           |                                                                                           |                                                                         |                                                                         |                                                                         |                                                                         |                                                                         |
| 荷蘭聯合王國 （1815年–1830年）                                                            | 荷蘭聯合王國 （1815年–1830年）                                                            | 荷蘭聯合王國 （1815年–1830年）                                                            | 荷蘭聯合王國 （1815年–1830年）                                                            | 荷蘭聯合王國 （1815年–1830年）                                          | 荷蘭聯合王國 （1815年–1830年）                                          | 荷蘭聯合王國 （1815年–1830年）                                          | 荷蘭聯合王國 （1815年–1830年）                                          | 卢森堡 大公国 (1815年–)                                                 |
| 荷兰王国 （1839年–今）                                                                    | 荷兰王国 （1839年–今）                                                                    | 荷兰王国 （1839年–今）                                                                    | 荷兰王国 （1839年–今）                                                                    | 比利时王国 （1830年–今）                                                | 比利时王国 （1830年–今）                                                | 比利时王国 （1830年–今）                                                | 比利时王国 （1830年–今）                                                | 卢森堡 大公国 (1815年–)                                                 |
|                                                                                           |                                                                                           |                                                                                           |                                                                                           |                                                                         |                                                                         |                                                                         |                                                                         | 卢森堡 大公国 （1890年–今） （完全独立）                                |

卢森堡历史除了以做為國家的「盧森堡歷史」為主外，亦包涵地理上盧森堡曾有的領土。此外，因為地理位置關係，比利時、荷蘭以及盧森堡這三個國家，一直到1830年前，因各國紛爭、條約或繼承權問題而不斷出現領土變更、重劃甚至是主權或治權變動。因此要找到一份談論一國歷史而不牽涉到其餘兩國的文獻幾乎是不可能的，所以通常將這三國統稱為低地國家來一起討論。
雖然在歷史上的紀錄可以追溯到羅馬時期，但是通常都以963年作為盧森堡歷史的起點。從中世纪时卢森堡城堡的修建开始，城堡建成之后，附近开始逐渐发展，成为城镇，成為了一大公國。
曾經有過三位王子加冕成為神聖羅馬帝國的統治者，曾經強大的盧森堡家族沒落，絕嗣也同時造成國家獨立的終結。曾於1443年被勃艮第公國佔領，最終在勃艮第公國衰落後，於1477年被過繼給哈布斯堡王朝。
卢森堡地理位置位于战略地点，法国、德国和荷兰都非常重视，因此卢森堡经常被不同国家佔領。在被法國革命軍占領後，1815年的維也納會議上，盧森堡被授予「大公國」的地位，並以共主聯邦的方式加入荷蘭王國。
該會議也同樣造成盧森堡第二次領土被瓜分，而第一次是在1658年，第三次則是在1839年。雖然這些合約始得盧森堡的領土縮減不少，但卻逐漸的確立其獨立國家地位，尤其是1867年的盧森堡危機後，更是其獨立國家獲得重大的認可。並且在1890年，荷蘭國王威廉三世逝世後，因繼承法不同，在阿道夫一世繼位後，終於脫離其他國家掌控，成為一個完全的獨立國家。
在接下來的數十年中，盧森堡逐漸落入德國的勢力範圍，尤其是1890年因繼承法不同，王位由阿道夫一世 —一位原先擁有領土被普魯士併吞的拿骚王朝之公爵— 繼承後情況變得更加明顯。其曾於1914～1918年與1940～1944年分別於戰爭被德國侵略佔領。二戰結束後，盧森堡於1948年正式廢棄永久中立國的立場，並且開始積極加入各種協約與組織，更是歐盟的創立成員國之一。

## 古代史-中世紀洛林公國

### 古代史
現今盧森堡大公國所涵蓋的領土範圍內，有证据顯示約在3萬5000年前的舊石器時代晚期便有人类居住于此。最古老的人工製品在歐爾丹奇（英語：Oetrange）發現。
然而，真正可以顯示出文明存在的證據---房屋遺跡，則是約前5000年左右的新石器時代出現，這些遺跡分別位於格雷文馬赫、迪基希、阿斯珀爾特以及魏勒拉圖爾。它們是以木材組合而成的簡單建築，枝編物為基底的土質牆，屋頂則以濃密茅草編織而成；同時期的陶器製品則是在乎爾默勝附近發現。
而關於青銅器時代初期的相關證據並不多，但仍有一些地點發現包括居住遺跡以及陶器、刀具以及珠寶等人工製品，可以追溯並推測約前1300～800年左右有人居住。這些地點包括：諾斯佩爾特、達爾海姆、蒙佩爾柯以及乎爾默勝。
约公元前600年至100年時的鐵器時代曾有凱爾特人在此居住。而其中一支被稱為特雷維里人的高盧部落，於前一世紀時達到鼎盛，在現今盧森堡南部、德國西部和法國東部的摩澤爾河谷附近建立了數座城市及鐵器時代堡壘駐地。許多這時期的考古學證據都是在古墓中發現，這些古墓約占地50公頃並都顯現出與提特貝爾格有高度相關，其中發現不少鐵器時代的住所及人工製品。

### 羅馬帝國時期
前53年，罗马的高盧總督凯撒征服了此地區，而盧森堡現今地區最早的相關文獻便是凱薩的高盧戰記。
在羅馬征服期間，特雷維里人展現出比其他高盧部落更加合作的態度，並且樂意地接納並適應了羅馬文明。原本特雷維里人是屬於凱爾特高盧人的一支並居住於此地，但在90年，時任的羅馬皇帝-圖密善進行改革，將其重新遷移到了比利時高盧地區。
自四世紀開始的民族大遷徙，多支不同民族與部落入侵羅馬帝國，其中比利時高盧地區遭到日耳曼人的分支---法蘭克人滲透，最終羅馬帝國在406年放棄此地區，將其交給法蘭克人以衛戍高盧東北疆域。

### 加洛林帝國與洛林公國時期
而盧森堡地區則是在480年左右變成墨洛溫王朝治下奧斯特拉西亞地區的一部分，最終成為加洛林帝國的核心領土。
843年，凡爾登條約將盧森堡等低地國家分封給了中法蘭克王國的洛泰爾一世，但又在855年洛泰爾一世死亡後，被分封給洛泰爾二世，成為洛塔林吉亞王國的一部份。最終於959年布魯諾一世將洛塔林吉亞王國分裂為二，而盧森堡地區則被分至下洛林公國之中，納於神聖羅馬帝國底下。

## 中世紀盧森堡與盧森堡王朝

### 盧森堡伯國（10~13世紀）

紅色部分即為1350年的盧森堡伯國

#### 起源
盧森堡的信史始於中世纪，963年，當時的亞爾丁伯爵－齊格菲一世，以自己的祖傳領地的一部分與特里尔聖馬克西姆修道院的僧侶們交換，得到了座落於博克的山岬上的古老堡壘，名為盧西林堡賀克（德語：Burg Lucilinburhuc）。這座堡壘統御了阿爾澤特河谷，並為當時神聖羅馬帝國西部疆界的一部份。其子嗣從11世紀開始自稱為盧森堡伯爵，而其領地也就被稱為盧森堡伯國（英語：County of Luxembourg）。

#### 領土擴張
當齊格菲伯爵立足於博克時，他便擁有緊鄰摩澤爾河、紹爾河與阿爾澤特河，再加上亞爾丁的廣大土地；此後，盧森堡伯國就作為齊格菲伯爵的封邑而流傳下來。隨後於11～13世紀間的領土擴張，盧西林堡賀克成為了盧森堡伯國的樞紐；領土擴張來源包括：通婚、購買土地、歸順以及戰爭。

### 盧森堡公國（14~15世紀中）

#### 第一位皇帝與盧森堡王朝興起

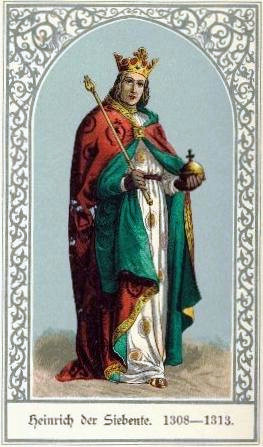
亨利七世

在14世紀初，盧森堡家族終於有成員坐上皇位，並開啟了盧森堡王朝的強盛時期。伯爵亨利七世在他的主教兄弟鮑德溫支持下，先於1308年的王子選舉中勝出，成為了羅馬人民的國王，後於1312年被加冕為神聖羅馬帝國皇帝，可惜隔年便逝世。但是他的兒子，約翰一世，在父親的幫助下，於1310年繼承了盧森堡伯爵爵位並成為波西米亞國王，並因捲入1337年開始的百年戰爭，於1346年克雷西戰役為幫助法國國王而英勇戰亡。

#### 晉升公國

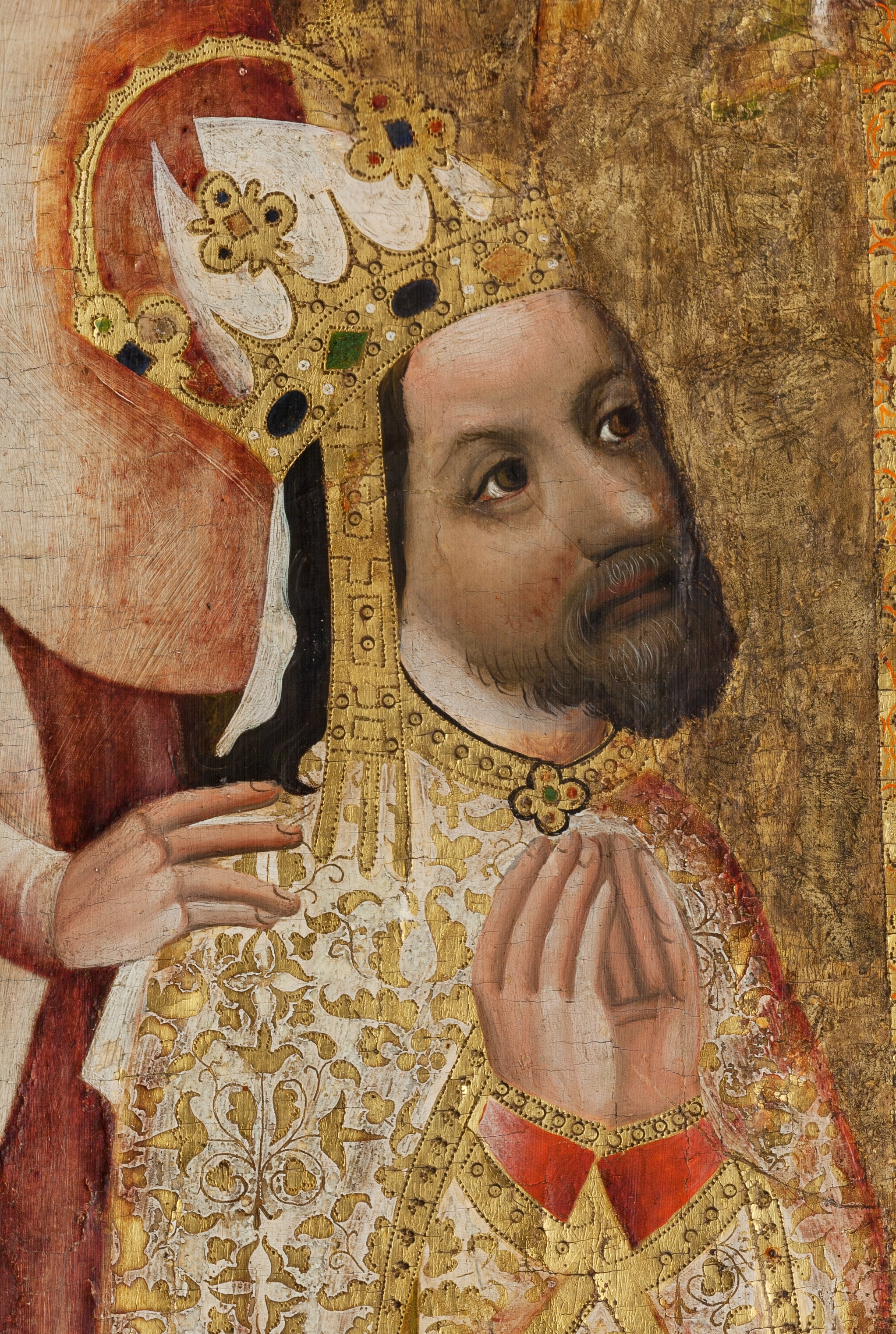
查理四世

同年（1346年），其子查理四世繼承其波西米亞王位以及盧森堡伯爵爵位，並於1347年成為羅馬人民的國王。1354年，查理四世將盧森堡晉升為盧森堡公國(英語：Duchy of Luxembourg)，並將爵位交與其半弟文策爾一世，也就是第一位盧森堡公爵。1355年，查理四世正式被加冕為神聖羅馬帝國皇帝，成為盧森堡王朝第二位皇帝，並且於在位期間不斷為家族拓展領土；1364年，接收了奇尼郡後，領土大大擴張超過了一萬平方公里。

#### 最後一位皇帝與沒落

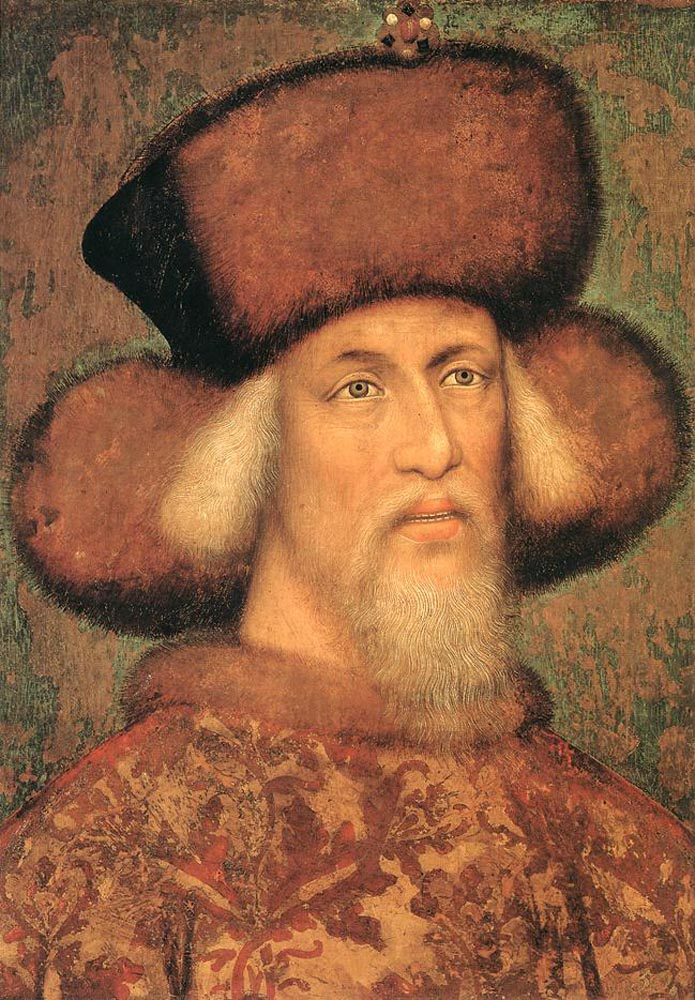
西吉斯蒙德，由皮薩內羅所繪

而盧森堡王朝第三位皇帝，也是最後一位，則是西吉斯蒙德（於1443年加冕）。盧森堡家族的領土雖然擴張了，但是卻好景不常；加冕為皇帝以及地位的提升，反而讓西吉斯蒙德逐漸地忽略了原本的領土以及其經濟狀況，最終於1411年因為無力償還借款而違約，因此將盧森堡公國交給其姪女哥利茲的伊莉莎白，並於1437年撒手人寰。而後者在1443年被勃艮第公爵---菲利普三世驅逐，最終盧森堡落入勃艮第公國手中，變成了荷蘭的一省。盧森堡王朝在西吉斯摩德死去後絕嗣，而盧森堡王朝也就此沒落；此後的四個世紀，盧森堡未來的命運將與其戰略位置以及這項政治決定（成為荷蘭一省）息息相關。

## 哈布斯堡王朝（1477~1795）

### 勃艮第荷蘭的一省
自菲利普三世 (勃艮第)於1443年征服盧森堡後，盧森堡便一直被荷蘭統治，期間只能不斷隨著荷蘭的君權更迭，隨波逐流，直到1815年才終於重見自由的微光。1477年，時任勃艮第公爵的大膽查理於南錫戰役戰死，由於沒有男性繼承人，勃艮第出現了繼承危機而被法奧兩國趁機瓜分；奧地利哈布斯堡王朝的馬克西米利安一世得到被稱為勃艮第遺產的荷蘭等低地國家，勃艮第公國滅亡。

### 哈布斯堡王朝統治時期（1477~1795）

#### 哈布斯堡荷蘭的一省（1477~1516）

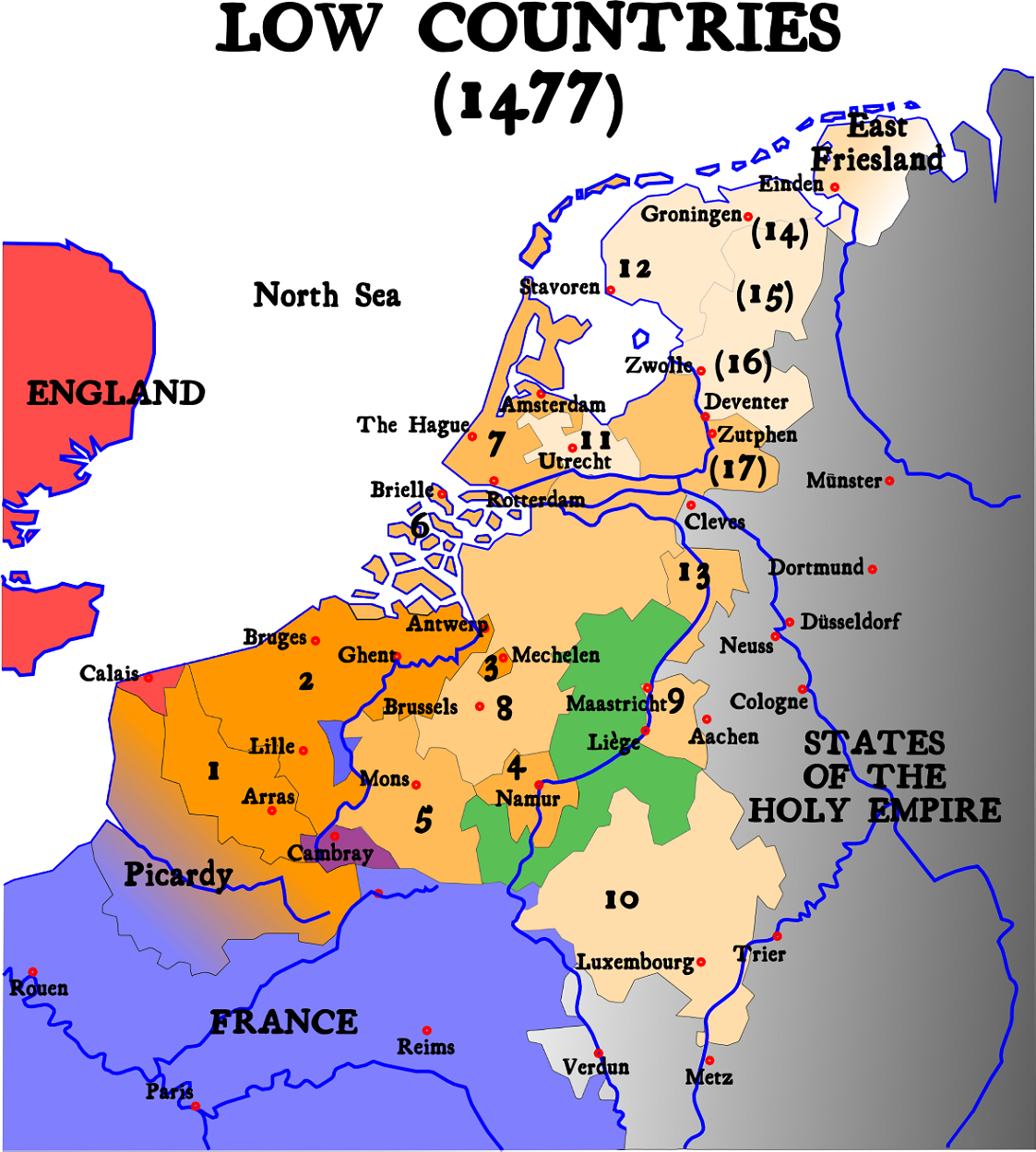
哈布斯堡荷蘭地圖1477，編號10即為盧森堡

得到勃艮第遺產-荷蘭等低地國家的哈布斯堡王朝馬克西米利安一世，將其一同併入神聖羅馬帝國麾下。在馬克西米利安一世的精心聯姻安排下，其孫查理五世日後成為哈布斯堡王朝稱霸的主角，先是於1506年繼承其父腓力一世的勃艮第公爵爵位，得到低地國家的統治權；後來在1516年其外公斐迪南二世過世後，得到西班牙王位。1556年查理五世將西班牙王位讓與其子菲利普二世，並廢除了腓力及其後裔繼承奧地利爵位的權利，正式揭開了西班牙哈布斯堡王朝的序頁。

#### 西班牙哈布斯堡統治時期（1556~1715）

##### 西屬荷蘭的一省

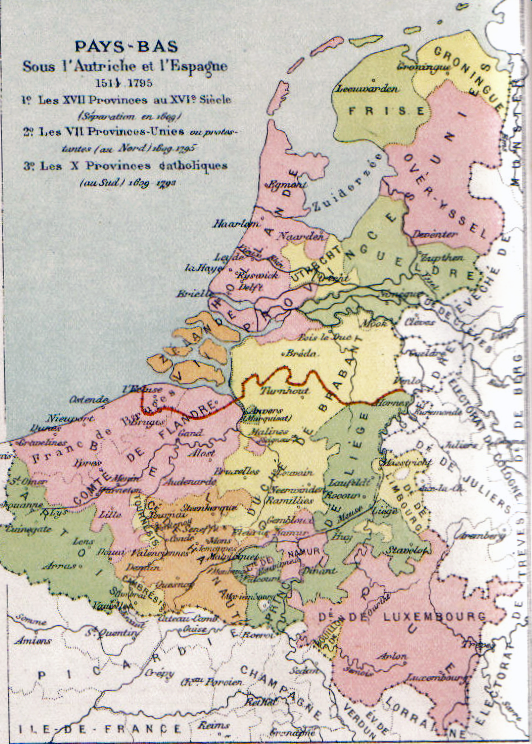
哈布斯堡荷蘭地圖1514～1795，中央紅線便是分隔南北荷蘭的邊境線

這段期間，盧森堡身處重要戰略位置也招致各方爭奪，而統治者也因此不斷加強要塞的防守，漸漸地成為歐洲最大的防禦工事之一，有北方直布羅陀之稱。

1568年，為反抗西班牙王國統治，荷蘭北方爆發起義，史稱八十年戰爭（或稱荷蘭起義）。1571年，荷蘭總督法爾內塞協助荷蘭南方諸省成立阿拉斯同盟，而北方七省則共組烏特勒支同盟與之對抗。1581年，烏特勒支同盟正式宣布獨立，成立荷蘭共和國（或稱荷蘭七省共和國）；但要一直到1609年才得到西班牙王國的承認。
期間，盧森堡選擇加入阿拉斯同盟，並以西班牙不另外駐軍為條件，承認西班牙的宗主權，與西班牙結盟；因此，從荷蘭北方起義、宣布獨立、成立共和國，直到西班牙王國承認後，盧森堡都附屬於西屬南荷蘭之下，沒有變動。1598年，西班牙國王菲利普二世過世，遺囑中紀載將盧森堡送給她的女兒伊莎貝爾·克拉拉·歐亨妮亞和她的丈夫奥地利大公阿爾布雷希特七世。阿爾布雷希特七世便是最後一位盧森堡王朝皇帝-西吉斯蒙德的孫女波蘭皇后伊莉莎白的子孫，因此盧森堡公國終於回到舊時盧森堡王朝的血脈繼承人的手中；但在1621年，阿爾布雷特希七世在沒有子嗣的情況下過世後，盧森堡便落到他的姪子西班牙國王腓力四世手上。1659年，法西戰爭結束簽訂《庇里牛斯條約》，並將盧森堡公國南方的領土割讓給了法國；1683年，西班牙、法蘭西兩國干戈再起，是為重盟戰爭。

##### 法國的短暫統治（1684~1697）
1684年4月盧森堡之役，在軍事工程師沃邦幫助下於6月攻下盧森堡要塞，並再次擴張要塞範圍及加強防禦，並且因《累根斯堡停戰協定》，西班牙將盧森堡租讓給法國二十年。但是1688年，大同盟戰爭爆發，最後以各國聯手逼和法國結尾，並於1697年簽訂《雷斯威克條約》，該條約使盧森堡再次回到西班牙王國手上。

#### 奧地利哈布斯堡時期（1715~1795）

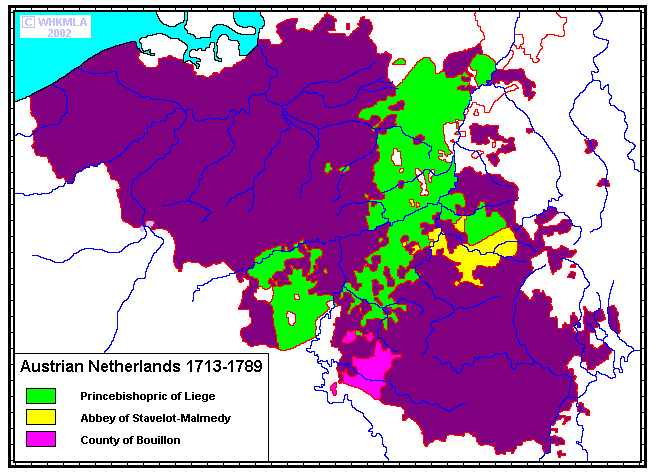
奧屬荷蘭，被列日采邑主教區所分割，盧森堡約位於右下紫色區域

##### 奧屬荷蘭下的一省
1701年，西班牙王位繼承戰爭爆發，西班牙於這場戰爭中失去大部分歐洲外的領土，並且於1715年將南荷蘭割讓給奧地利，盧森堡公國也同南荷蘭一同納入奧地利哈布斯堡王朝的治下。相較於前兩個世紀的混亂，一直到法軍入侵前，盧森堡終於得以享受一段相對和平的時光。在查理六世（1715-1740）、瑪麗亞·特蕾莎（1740-1780）以及約瑟夫二世（1780-1790）的相繼治理下，開啟一段繁榮的時期。奧地利治下的改革，如：特蕾莎的財政改革以及給予非天主教徒宗教自由的敕令，（財政改革與宗教自由）恰巧都是鄰國法國隨後發大革命的源頭。1789年法國大革命爆發，一系列以自由、平等、博愛為原則的政治及革命行動展開，6月20日網球場宣言、7月14日攻佔巴士底監獄、8月26日頒布人權宣言等。1792年6月，時任法王路易十六出逃失敗；同年9月，法蘭西第一共和國成立。
1793年1月，路易十六遭斬首後，擔心革命餘波擴散的列強們開始以政治及軍事手段干預、威脅法國第一共和国；最終以法蘭西對奧地利宣戰開始，第一次第一次反法同盟組成，爆發了法國大革命戰爭。身處法國及奧屬荷蘭兩邊交界，盧森堡注定受到戰火波及，不到一個世紀的和平終告結束。

## 法軍入侵與拿破崙統治（1795-1815）

### 法蘭西第一共和國統治時期（1795~1804）

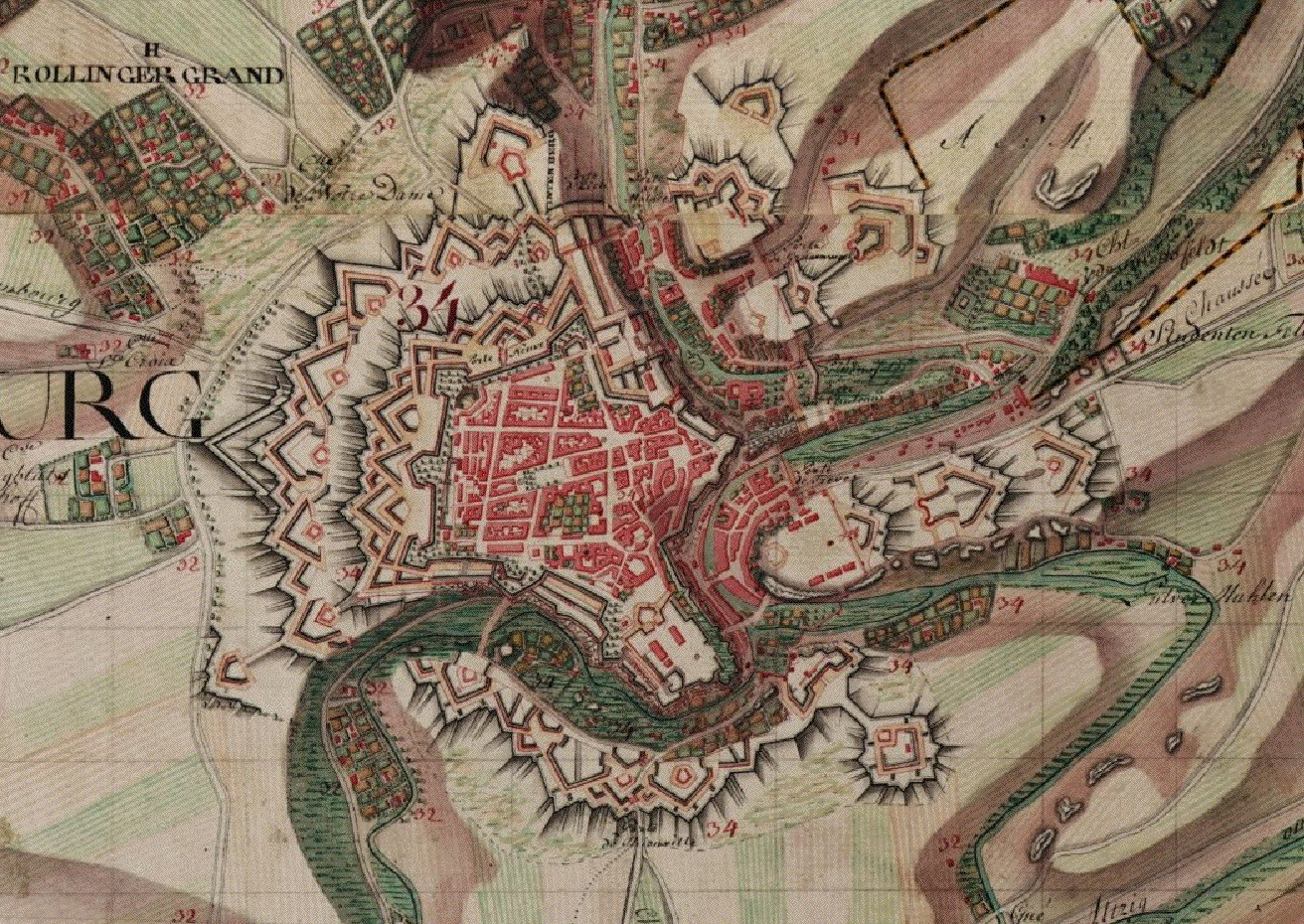
1775年盧森堡要塞圖

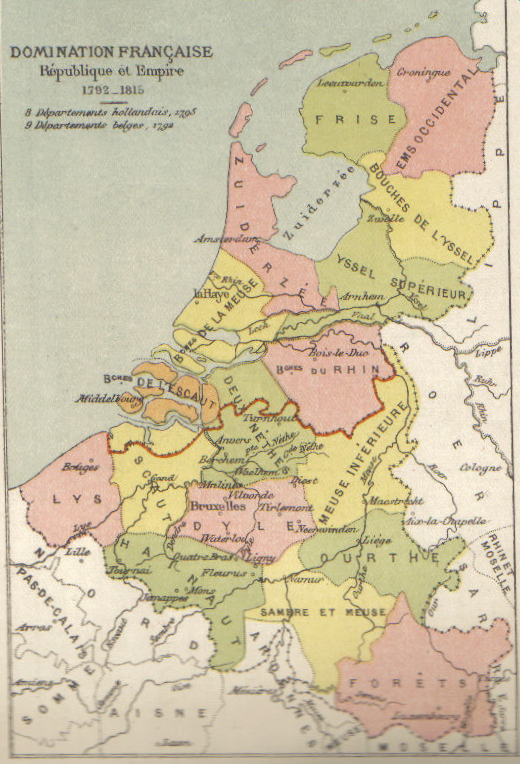
1792-1815法軍佔領圖，盧森堡就在右下方“Forêts”之中

1792年，法國大革命戰爭爆發，以奧地利為首的反法同盟開啟進攻；初期雖然失利，但在大規模徵兵之下漸漸反攻。1794年11月，法國革命軍進攻盧森堡要塞，是為盧森堡圍城戰；歷時7個月，終於在1795年以盧森堡投降結束，法軍佔領盧森堡，設置在森林省之下。1797年簽訂《坎波福爾米奧條約》，正式將奧屬荷蘭割讓給法國，在奧屬荷蘭底下的盧森堡也一同被交給法國。1798年，因為法國引入的徵兵制度以及反宗教政策，在當時的南荷蘭爆發了農民戰爭，盧森堡也參與其中，但是被迅速鎮壓。

### 法蘭西第一帝國（1804-1815）
1799年，拿破崙策畫霧月政變，成為第一執政；1804年拿破崙稱帝，法蘭西第一共和國被法蘭西第一帝國取代。在拿破崙統治期間，其相對溫和的統治也廣受盧森堡人民支持。但是1815年，滑鐵盧戰役的失利，拿破崙遭受流放監禁，法蘭西第一帝國也就此覆滅。

## 共主邦聯時期（1815-1890）

### 晉升大公國與領土縮減
當法軍戰敗離開盧森堡後，反法盟軍便於當地設立臨時管理機構，直到1815年的維也納會議上，正式決議將當時的荷蘭共和國與南荷蘭共同組成君主立憲制的荷蘭聯合王國，並由奧蘭治-拿騷王朝提供君主。原本隸屬南荷蘭的盧森堡，照理來說應該一同併入荷蘭聯合王國；可是位處兵家必爭之地的盧森堡，列強們不會如此容易讓其他國家納入其手。
早在1813年，普魯士王國為了使其掌控下的於利希公國（Herzogtum Jülich）更加強大，欲強併盧森堡的領土。當時法國的波旁王朝則強烈表達其擁有盧森堡的立場；另一方面，奧地利的哈布斯堡王朝則是在法國革命軍攻下盧森堡前就統治著該地。但據傳，相對於重新掌握盧森堡的所有權，奧地利皇帝對於爭奪巴爾幹半島更有興趣，於是在法國戰敗後，剩下普魯士王國與荷蘭聯合王國兩方爭奪，雙方在會議上做出了交換協議：
- 普魯士接收位於德國中央的古老公國---奧蘭治-拿騷公國，以及盧森堡治下艾費爾山、摩澤爾河、紹爾河以及烏爾河等地之領土。
- 作為領地縮減補償，盧森堡公國晉升為盧森堡大公國（英語：The Grand Duchy of Luxembourg），並授予其自治權，成為獨立的政治實體，並以共主聯邦的方式進入荷蘭聯合王國，奉威廉一世為盧森堡大公，同時也加入德意志邦聯。
- 作為補償，奧蘭治-拿騷王子威廉一世成為荷蘭聯合王國國王，奧蘭治-拿騷王朝擁有後續繼承權。

而為了防止荷蘭聯合王國完全控制盧森堡，盧森堡軍隊不但向普魯士負責，坐落於盧森堡中央的盧森堡要塞，更是直接派遣普魯士軍隊進駐，同時也將盧森堡作為抵禦法國的防線之一。按照會議規定，組成共主邦聯的荷、盧兩國，應各自以獨立國家的立場來行使其統治權。實際上，荷蘭仍以18世紀以來的方法來統治盧森堡---將其當作自己的一省，如：荷蘭通常法律直接適用於盧森堡；盧森堡人民起初並沒有排斥這種做法，但是荷蘭財政政策卻開始漸漸引起人民不滿，造成盧森堡響應了日後爆發的比利時革命。

### 比利時革命——領土再次縮減至現今疆界

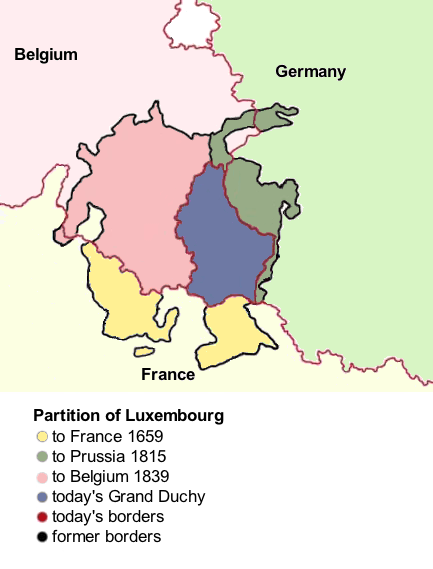
盧森堡領土分割地圖

1830年8月，布魯塞爾爆發比利時革命，除卻因為有普魯士駐軍的盧森堡首都外，盧森堡幾乎全境捲入其中。為數不少的盧森堡人自願加入反抗軍；甚至於10月4號的比利時獨立宣言發布時，議會中就有數位代表來自盧森堡。基於不讓革命之火擴大及其他政治因素，列強決定同意比利時的獨立要求並與其簽訂條約；威廉一世卻拒絕列強要求，不肯在條約上簽字同意。1839年，威廉一世妥協，1839倫敦條約始生效；在此之前，除了首都以外，盧森堡領土幾乎都在比利時的掌控之下。條約中，盧森堡西部的法語區（將近三分之二的領土）被割讓給了比利時，更同時分裂出了兩個盧森堡：一個是奧蘭治-拿騷王朝治下的盧森堡大公國；另一個是比利時治下的盧森堡省。而這份條約，更是確立了現今比、盧兩國的領土及疆界。
1842年，盧森堡撰寫第一部憲法，主要是有關其公民的自由和基本權利。同年，盧森堡加入德意志關稅同盟，使得盧森堡開啟了德國市場，其煉鐵業得益於此並蓬勃發展；1855-1875年間的鐵路擴展，特別是盧森堡連結蒂永維爾的鐵路，讓盧森堡得與歐洲工業區域連結。1861年，當時普魯士軍隊仍駐軍於盧森堡要塞，盧森堡高架橋開通。第一座跨越佩特吕斯河谷的橋樑道路，讓盧森堡上城區以及緊鄰盧森堡火車站的主要防禦工事要塞（於1859年設置）得以與其他地區連結。

### 盧森堡危機（1867）
在布拉格條約後，法國政府準備向身陷經濟危機的荷蘭國王威廉三世支付金錢購買盧森堡；然而，在威廉三世同意的同時，普魯士選擇撕毀布拉格條約以擴張其影響力及領土。憂心戰爭再次爆發，其餘列強們向法、普兩國提出各項協議，以求解決爭端；但是，在政治因素及外交交涉等原因的影響下，兩國間的全面戰爭似乎無可避免。最後，在1867年透過1867年倫敦條約和平落幕，卻也埋下日後了普法戰爭的種子。以此事件及條約為契機，列強們確立盧森堡的永久中立國立場，避免日後為爭奪盧森堡所有權而再次爆發危機戰爭；而盧森堡要塞的普魯士軍隊也從此撤軍，連帶將要塞以及防禦工事一同拆除。

### 獨立國家——盧森堡大公國（1890－）
盧森堡危機後，荷蘭聯合王國國王仍以盧森堡大公的身分保持國家元首的地位，以共主邦聯的方式統治荷蘭以及盧森堡直到1890年。1890年，荷蘭國王威廉三世逝世後，荷蘭王位傳給其女威廉明娜，但依據1783年的拿騷家族條約，拿騷家族在神聖羅馬帝國的領土（盧森堡與拿騷）受到半薩立克法的約束；亦即只有在王朝無男性後代的狀況下，才能由女性繼承。因此，盧森堡統治者王位傳給來自德國的男性繼承人，拿騷公爵阿道夫一世，並從此脫離奧蘭治拿騷家族的統治。時隔將近五個世紀，盧森堡終於再次開創了屬於自己的王朝。自此，盧森堡才真正完全脫離其他國家的統治，成為了獨立的永久中立國。

## 20世纪世紀大戰——歐盟
1914年8月，第一次世界大戰期間，德國在對抗法國時，無視盧森堡的永久中立國身分並趁機入侵；德國得以運用其鐵路並將盧森堡孤立，而使後者無法獲得法國的協助，是為一次大戰德軍佔領盧森堡。儘管德國佔領了盧森堡，卻讓大部分的政治機制繼續運作並維持其獨立性。
1940年，二戰期間，盧森堡的永久中立國身分再次受到挑戰，納粹德國國防軍入侵盧森堡，這次入侵被形容為「毫無正當性（entirely without justification）」的入侵，是為二次大战德军占领卢森堡。與第一次世界大戰時的德國佔領不同，這次的盧森堡佔領完全被以正式併吞為納粹德國一省的形式進行；其後，位於倫敦的盧森堡流亡政府為了支援同盟國，也派遣了一支自願隊伍參加諾曼第戰役。
盧森堡大公國在1944年7月從佔領中解放，在連續遭到敵國入侵的情況下，盧森堡大公國一改其中立國立場，在1945年成為聯合國創始成員國之一。
1948年4月28日修憲，正式結束其永久中立國身分，從此以後，盧森堡開始積極參與及推動各式聯合條約及國際組織。1949年成為北大西洋公約組織創始國之一；1951年成為歐洲煤鋼共同體六個創始成員國之一；1957年，歐洲經濟共同體創立，盧森堡同樣為六個創始成員國之一。1967年，合併條約生效，歐洲經濟共同體、歐洲煤鋼共同體與歐洲原子能共同體合併為歐洲各共同體；1993年，馬斯垂克條約生效，歐洲聯盟正式成立並統合之前所有共同體條約於其下。1999年，盧森堡正式採用歐元，捨棄先前所用的貨幣盧森堡法郎；2005年，盧森堡舉辦自1937年以來第一次的公投來決定是否核准歐洲聯盟基本條約，最後以56.56%的贊成票過關。

## 現今
Red Lands，地理分布為盧森堡南部及西南部地區，具備豐沛的鐵煤礦源，早在20世紀初便是盧森堡煉鋼業重鎮，同時驅使了盧森堡的工業化。但是從1970年代開始，煉鋼產業產能的下降，使得盧森堡決定將自己的產業重心轉移，並根據其”十字路口國家”的特性，盧森堡決心致力於發展銀行業以成為國際金融中心及國際銀行業樞紐。
21世紀初，盧森堡政府開始注重於發展知識經濟，2003年成立盧森堡中唯一的大學，盧森堡大學，並開展了一項國家太空計畫，第一步預計於2020年開始月球探測。
2013年12月4日，首相格扎维埃·贝泰尔（Xavier Bettel）與副首相艾丁尼·史奈德（Etienne Schneider）宣誓就任，兩人都是公開的男同性戀者，這是史上第一次由兩位出櫃的同性戀者擔任國家正副領導人。而前任首相让-克洛德·容克執政19年，是歐盟國家中執政最久的國家領導者。

## 來源
1. ↑  Martin Dunford; Phil Lee.  3rd. Rough Guides. 2002: 405. ISBN 9781858288710.
2. 1 2 3 4  盧森堡政府. .   [2019-07-30]. （原始内容存档于2019-07-30）.
3. ↑  Guy Thewes; Claire Weyland. . Luxembourg: Information and Press Service of the Luxembourg Government. : 4  [2019-07-30]. ISBN 978-2-87999-279-2. （原始内容存档于2019-07-30）.
4. ↑  歐洲聯盟官方網頁. .   [2019-07-30]. （原始内容存档于2021-02-22）.
5. ↑  Allgemein Springer (2006), der auch auf alternative Definitionen außerhalb der communis opinio hinweist. Alle Epochengrenzen sind letztlich nur ein Konstrukt und vor allem durch Konvention begründet. Vgl. auch Stefan Krautschick: Zur Entstehung eines Datums. 375 – Beginn der Völkerwanderung. In: Klio 82, 2000, S. 217–222 sowie Stefan Krautschick: Hunnensturm und Germanenflut: 375 – Beginn der Völkerwanderung? In: Byzantinische Zeitschrift 92, 1999, S. 10–67.
6. ↑  . Collins Free Online Dictionary.   [2019-07-31]. （原始内容存档于2018-06-29）.
7. ↑  Luxembourg Goverment. .   [2019-08-02]. （原始内容存档于2019-09-07）.
8. ↑  Luxembourg Royal. .   [2019-08-02]. （原始内容存档于2020-12-16）.

1. ↑  此论述根据于目前较广为接受的科学共识，但是历史分期的表述不止一种，例如柯林斯词典将民族大迁徙的时间写为公元2-11世纪。[6]375年，匈人入侵欧洲。568年，伦巴第人征服意大利。

## 主要參考書目來源
中世紀開始：
- Guy Thewes; Claire Weyland. . Luxembourg: Information and Press Service of the Luxembourg Government. : 4  [2019-07-30]. ISBN 978-2-87999-279-2. （原始内容存档于2019-07-30）.
- Martin Dunford; Phil Lee.  3rd. Rough Guides. 2002: 405-406. ISBN 9781858288710.